# Ґолембюв (Груєцький повіт)
Ґолембюв (пол. Gołębiów) — село в Польщі, у гміні Ясенець Груєцького повіту Мазовецького воєводства.
Населення — 59 осіб (2011).
У 1975-1998 роках село належало до Радомського воєводства.

## Демографія
Демографічна структура станом на 31 березня 2011 року:
|          | Загалом | Допрацездатний вік | Працездатний вік | Постпрацездатний вік |
| -------- | ------- | ------------------ | ---------------- | -------------------- |
| Чоловіки | 33      | 5                  | 24               | 4                    |
| Жінки    | 26      | 6                  | 12               | 8                    |
| Разом    | 59      | 11                 | 36               | 12                   |